# Камберленд (містечко, Вісконсин)
Камберленд (англ. Cumberland) — місто (англ. town) в США, в окрузі Беррон штату Вісконсин. Населення — 818 осіб (2020).

## Демографія
Згідно з переписом 2010 року, у місті мешкало 876 осіб у 354 домогосподарствах у складі 262 родин. Було 444 помешкання
Расовий склад населення:
| - 98,9 % — білих - 0,3 % — корінних американців - 0,1 % — азіатів |

До двох чи більше рас належало 0,7 %. Частка іспаномовних становила 0,2 % від усіх жителів.
За віковим діапазоном населення розподілялося таким чином: 21,9 % — особи молодші 18 років, 61,0 % — особи у віці 18—64 років, 17,1 % — особи у віці 65 років та старші. Медіана віку мешканця становила 46,2 року. На 100 осіб жіночої статі у місті припадало 114,7 чоловіків;  на 100 жінок у віці від 18 років та старших — 109,2 чоловіків також старших 18 років.
Середній дохід на одне домашнє господарство  становив 69 827 доларів США (медіана — 68 056), а середній дохід на одну сім'ю — 73 245 доларів (медіана — 71 500). Медіана доходів становила 50 268 доларів для чоловіків та 35 288 доларів для жінок. За межею бідності перебувало 6,2 % осіб, у тому числі 11,3 % дітей у віці до 18 років та 3,8 % осіб у віці 65 років та старших.
Цивільне працевлаштоване населення становило 427 осіб. Основні галузі зайнятості: освіта, охорона здоров'я та соціальна допомога — 27,9 %, виробництво — 19,4 %, будівництво — 9,1 %, сільське господарство, лісництво, риболовля — 9,1 %.